# José Díaz López
José Díaz López (2 dicembre 1959) è un ex sollevatore panamense che ha gareggiato nelle categorie dei pesi mosca e pesi gallo.

## Carriera
Nei pesi mosca vinse una medaglia d'argento nell'esercizio totale e nello slancio e la medaglia di bronzo nello strappo ai Giochi panamericani di San Juan del 1979; in quelli di Caracas del 1983 vinse il bronzo nello strappo e nei pesi gallo vinse l'argento nello slancio a Indianapolis nel 1987. Ai Giochi centramericani e caraibici nei pesi mosca vinse tre medaglie d'argento nei due esercizi e nel totale a L'Avana nel 1982; nei pesi gallo vinse altri tre argenti nei due esercizi e nel totale a Santiago de los Caballeros nel 1986.
Ha partecipato a due edizioni dei Giochi olimpici: a Los Angeles nel 1984 (dove fu anche il portabandiera nella cerimonia di apertura) valevoli anche come campionati mondiali, classificandosi al 7º posto, e a Seul nel 1988, classificandosi al 19º posto.